# Теннштедт, Клаус
Кла́ус Те́ннштедт (1926—1998) — немецкий дирижёр.

## Биография
Учился по классу скрипки и фортепиано в Лейпцигской консерватории. В 1948 году стал концертмейстером муниципального театра в Галле.
В 1958 стал музыкальным директором Дрезденской оперы, а в 1962 году музыкальным директором Государственного оркестра и театра Шверина.
В 1971 году эмигрировал из ГДР и обосновался в Швеции. Работал дирижёром в театре Гётеборга и оркестре Шведского радио.
В 1972 стал музыкальным директором оперного театра в Киле. В 1979—1982 — главный дирижёр Оркестра Северогерманского радио в Гамбурге.
В 1974 году дебютировал в Америке с Торонтским симфоническим оркестром. В США имел успех с Бостонским симфоническим оркестром в Восьмой симфонии Брукнера. В 1983 году дебютировал в Метрополитен-опера оперой Бетховена «Фиделио». Работал приглашённым дирижёром в Филадельфийском, Чикагском симфоническом и Нью-Йоркском филармоническом оркестрах.
В 1976 году выступал в Лондоне с Лондонским симфоническим оркестром. В 1983—1990 годах — главный дирижёр Лондонского филармонического оркестра.
Репертуар Теннштедта — преимущественно романтический, охватывает музыку с конца XVIII века до первой половины XX века. Осуществлённые записи включают записи всех симфоний Густава Малера (полный комплект с Лондонским филармоническим оркестром, также записи отдельных симфоний с другими оркестрами), а также произведения Людвига ван Бетховена, Иоганнеса Брамса, Антона Брукнера, Рихарда Вагнера, Йозефа Гайдна, Антонина Дворжака, Феликса Мендельсона, Сергея Прокофьева, Рихарда Штрауса, Роберта Шумана, Франца Шуберта, Леоша Яначека.